# Giorgio Guerrini
Giorgio Guerrini (Castelmassa, 24 marzo 1921 – Verona, 20 aprile 2003) è stato un politico italiano.
Socialista, fu deputato negli anni '60 e '70 per tre legislature e sottosegretario alla Sanità nel governo Moro. Consigliere comunale per due amministrazioni sotto la giunta Zanotto, fu anche presidente dell'Agsm a partire dal 1976 e infine come vicepresidente dell'Ente lirico, per un breve periodo all'inizio degli anni '80. Non va dimenticato il suo impegno in campo sociale: è stato infatti tra i fondatori della Uildm, l'Unione italiana lesionati midollari.